# 체르베테리
체르베테리(이탈리아어: Cerveteri)는 이탈리아 라치오주 로마현에 위치한 코무네다. 에트루리아인들의 네크로폴리스로 잘 알려져 있다.
체트베레리는 에트루리아인들의 도시 국가 중 하나로 믿어지고 있다.

## 반디타차 공동 묘지
체르베테리에서 가장 인기 있는 곳은 트라퀴니아에 있는 네크로폴리스와 함께 유네스코 세계 문화유산에 등록된 반디타차 네크로폴리스(Necropoli della Banditaccia)다. 400 헥타르 중에서 방문할 수 있는 10 헥타르는 총 1000개의 봉분으로 둘러싸여 있다. 참고로 이곳은 지중해 지역에서 가장 큰 규모의 고대 네크로폴리스다. 반디타차라는 명칭은 임대라는 뜻의 Bando(반도)에서 왔다.
무덤의 시기는 기원전 9세기(빌라노바 문화)에서 후기 에트루리아 시대(기원전 3세기)에 이른다. 가장 오래된 무덤은 구덩이 모양을 하고 있다.

## 자매 도시
- 독일 퓌르슈텐펠드브루크
- 프랑스 리브리가르강
- 스페인 알무녜카르